# Brique (couleur)
Pour les articles homonymes, voir Brique.

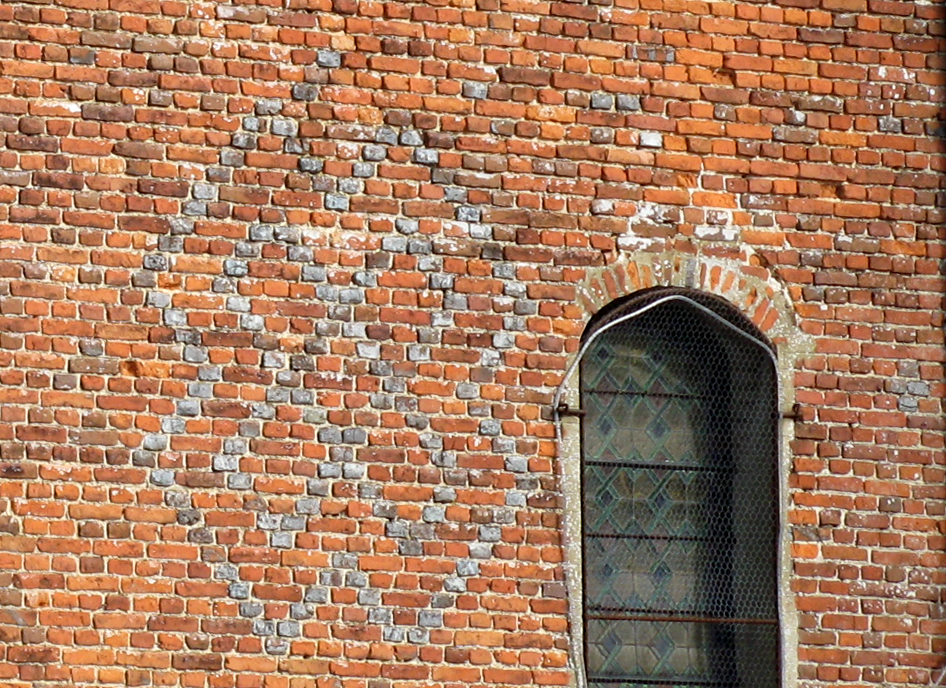
Motif décoratif utilisant les teintes variées de la brique.

Brique est un nom de couleur qui se réfère à celle de la brique, un matériau de construction, en général dans sa variété rouge.

## Nuance
En 1905, le Répertoire de couleurs de la Société des chrysanthémistes indique, comme origine de la couleur Brique, « couleur la plus fréquemment observée sur la brique de construction ». La définition dépend de la qualité de brique la plus couramment utilisée dans un lieu et à une époque donnée, et celle-ci est assez variable. Les architectes et les maçons jouent souvent des différences de couleur entre briques pour réaliser des motifs décoratifs. Les couleurs de brique débordent du champ chromatique du rouge, varient du jaune clair au rouge profond, et la seule constante en est leur caractère un peu terne, leurs couleurs peu saturées.
La Cosmographie universelle d'André Thevet (1575) mentionne ainsi les briques blanches de la mosquée de La Mecque et le Dictionnaire des teintures de l’Encyclopédie méthodique (1828) évoque une « couleur brique-jaunâtre ».
Le Répertoire de couleurs classe Brique entre terre de Sienne et terre cuite pour la teinte et entre le no 318 Rouille et le no 320 terre de Sienne brûlée pour la force du ton, ce qui fait une couleur d'un brun orangé.
Au XIXe siècle, Chevreul a entrepris de repérer les couleurs les unes par rapport aux autres et par rapport aux raies de Fraunhofer. Pour lui, la couleur brique correspondant au 3 rouge-orangé 5⁄10 12 ton est un peu plus rouge que la Couleur de tuile de l’Instruction sur la teinture des laines de 1671.
Dans les nuanciers modernes de peintures pour la décoration, on trouve rouge brique brique 2 brique 4 brique 5 brique 6 ; brique de Garonne. brique est également un des noms de couleur retenus pour décrire l'apparence des vins rosés de Provence.

### Brique pilée
Le broyage changeant, comme toujours, l'apparence des pigments, la couleur brique pilée, visible sur les courts de tennis du stade Roland-Garros, est une nuance sans doute différente.
Un nuancier de sols synthétiques pour les courts de tennis propose brique.

## Littérature
L'expression « un teint de brique », comparant un teint de peau rougeâtre à la brique est attestée en 1834 sous la plume de Roger de Beauvoir. De nombreux auteurs reprirent la comparaison. Un autre écrivain populaire, Henry Murger, précise avec humour dans Scènes de la vie de bohème : « Schaunard examina attentivement ce particulier, qui lui jetait ainsi des hameçons à la causerie. Le regard fixe de ses grands yeux bleus, qui semblaient toujours chercher quelque chose, donnait à sa physionomie le caractère de placidité béate qu'on remarque chez les séminaristes. Son visage avait le ton du vieil ivoire, sauf les joues, qui étaient tamponnées d'une couche de couleur brique pilée. »